# 国王长着驴耳朵

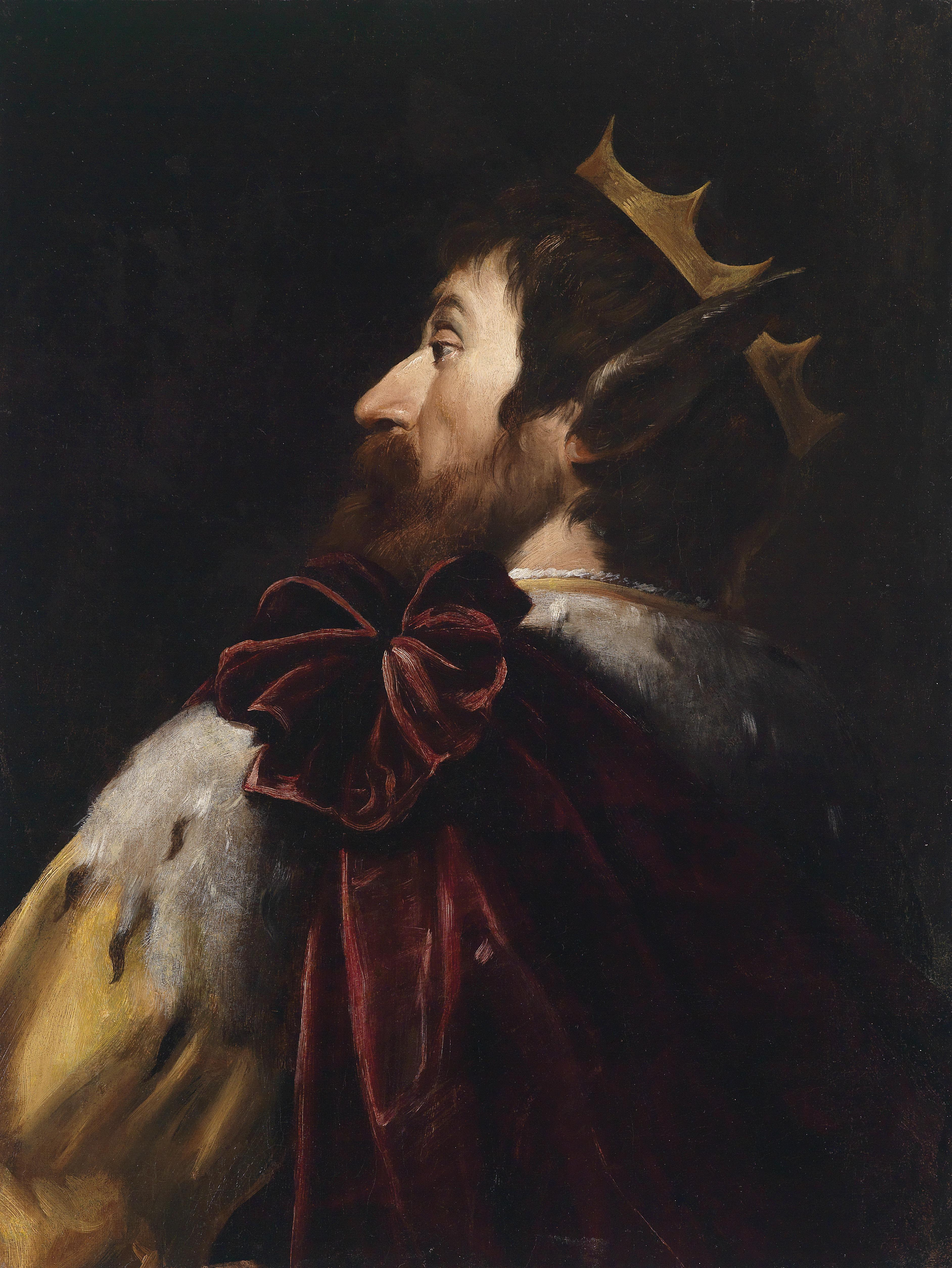
安德烈亞·瓦卡洛画作《迈达斯国王》

国王长着驴耳朵，源自希腊神话的寓言故事，在全球范围内的多个国家流传，并存在各种不同的版本，甚至故事最终揭示的道理都随版本的不同而不同。该故事又被称为国王的驴耳朵、长着驴耳朵的国王、迈达斯的驴耳朵、迈达斯国王长着驴耳朵等等。

## 故事梗概
牧神潘擅长吹排箫，有一次潘向擅长弹奏里拉琴的阿波罗发起挑战，由山神特摩罗斯仲裁，当两人演奏后，特摩罗斯判阿波罗胜出，其他人也都同意这个裁判，但潘的信徒，迈达斯国王却认为特摩罗斯偏袒阿波罗，潘的演奏更动听。阿波罗无法忍受迈达斯拙劣的音乐欣赏能力，将迈达斯的耳朵变成了驴耳朵。
迈达斯对这双驴耳朵感到十分羞耻，为了掩饰它们，他整天带着头巾（或弗里吉亚帽），但他的理发师却知道这个秘密。理发师被要求不能对人提起这件事，但理发师却因无处诉说而十分痛苦，于是他来到草地上，挖了一个地洞，悄悄地对地洞说出了秘密，又将洞重新埋好。然而，后来在那个洞的位置长出了茂盛的芦苇，并不时发出“迈达斯国王长着驴耳朵”的声音。

## 故事解读
“国王的驴耳朵”，讽刺企图掩饰自身缺陷的人。
“树洞”或“地洞”一词，意指可以倾诉秘密的地方或方式。

## 流传与版本
在中国，该故事也流传十分广泛，很多童话集、希腊神话集中都载有这个故事，但故事内容会稍有不同。在日本，该故事被寺山修司改编为四季剧团的一部儿童音乐剧，于1965年首演，作曲为今泉隆雄。
在韩国，该故事与《三国遗事》中记载的景文王说话的故事几乎相同。